# Decimo Martelli
Decimo Martelli (Parma, 14 febbraio 1918 – 8 febbraio 1993) è stato un politico italiano.